# На Неве (театр)
Санкт-Петербургский государственный детский драматический театр «На Неве́» (Детский театр «На Неве») — авторский театр Заслуженного деятеля искусств России Татьяны Аркадьевны Са́венковой.

## История театра
Создан Татьяной Савенковой как театр-студия при клубе ЛНПО «Пигмент» в Невском районе Ленинграда. Премьера первого спектакля «Кот в сапогах» состоялась 24 сентября 1987 года. В 1991 году преобразован в государственное учреждение культуры Санкт-Петербурга.
В 1992 году первый мэр Санкт-Петербурга Анатолий Собчак в рамках компании по передаче конфискованного имущества КПСС передал театру в безвозмездное пользование бывшее здание казарм лейб-гвардии Измайловского полка, специально реконструированное для Ленинского райкома КПСС, с залом на 600 мест.
В репертуаре театра только детские сказки. Большинство из них поставлены в жанре мюзикла. За выдающийся вклад в развитие театрального искусства, театр награждён Почетным дипломом Законодательного Собрания Санкт-Петербурга.
Театр «На Неве» — это первый и единственный в России авторский детский драматический Театр Сказки, в репертуаре которого представлена вся мировая сказочная классика для детей от 6 лет и старше, все в постановке Татьяны Савенковой, и все сказки — классика детской литературы, её золотой фонд. Художественный руководитель-директор, режиссёр-постановщик Санкт-Петербургского государственного детского драматического театра «На Неве», Заслуженный деятель искусств России Савенкова Татьяна Аркадьевна тридцать семь лет занимается патриотическим воспитанием детей и молодежи.
Театр «На Неве» регулярно организует посещение спектаклей детьми из многодетных семей, детьми-инвалидами, воспитанниками детских домов и школ-интернатов.
Спектакли театра «На Неве» были показаны в Сибири и на Дальнем Востоке, Финляндии, Эстонии, Израиле, Югославии, Боснии-Герцеговине, Швейцарии.
В Санкт-Петербургской государственной театральной библиотеке хранятся авторские брошюры о Театре «На Неве» художественного руководителя-директора и режиссёра-постановщика театра Татьяны Аркадьевны Савенковой.
По инициативе Татьяны Аркадьевны Савенковой в 2005 году на базе детского театра «На Неве» был набран актёрский курс Российской Академии Театрального искусства (ГИТИС). Художественные руководители курса: декан актёрского факультета РАТИ (ГИТИС), Заслуженный артист России, декан актёрского факультета ГИТИСа (1991—2010), Почётный профессор Центральной академии драмы Валентин Васильевич Тепляков и Заслуженный деятель искусств России, художественный руководитель-директор и режиссёр-постановщик театра «На Неве», доцент РАТИ (ГИТИС) Татьяна Аркадьевна Савенкова.
По данным пресс-службы Театра «На Неве», за год Театр посещают до полумиллиона человек.

## Труппа
- Афанасьева, Светлана Николаевна
- Батуев, Борис Борисович
- Белова, Екатерина Павловна
- Бойцова, Марина Александровна
- Бочкин, Валерий Николаевич — Заслуженный артист Российской Федерации
- Вавилов, Вячеслав Викторович — Заслуженный артист Российской Федерации
- Виролайнен, Юрий Юрьевич — Заслуженный артист Российской Федерации
- Голев, Алексей Михайлович
- Маковская, Беата Аркадьевна
- Наумов, Сергей Владимирович
- Норец, Александра Владимировна
- Христенко, Александра Сергеевна
- Руденко, Виктория Геннадьевна
- Андреева, Мария Валентиновна — Лауреат премии Правительства Санкт-Петербурга в области литературы, искусства и архитектуры
- Уланова, Елена Николаевна — Заслуженная артистка Российской Федерации
- Авраменко, Халимат Магомедовна
- Алёхова, Галина Николаевна
- Ильвес, Оксана Олеговна
- Панченко, Константин Валентинович
- Миронова, Юлия Анатольевна
- Аганина, Виктория Сергеевна
- Асатурян, Виктория Георгиевна
- Чирина, Изабелла Шевелевна
- Бородина, Наталья Андреевна — Лауреат премии Правительства Санкт-Петербурга в области литературы, искусства и архитектуры
- Тарабрикова, Маргарита Геннадиевна — Лауреат премии Правительства Санкт-Петербурга в области литературы, искусства и архитектуры
- Купцова, Дарья Олеговна
- Константинова, Ольга Владимировна
- Аганина, Виктория Сергеевна
- Вавулина, Наталия Сергеевна
- Шмурина, Екатерина Сергеевна
- Кажина, Мария Владиславовна
- Ристер, Эделия Владимировна
- Харюткина, Наталья Евгеньевна
- Крестова, Елизавета Павловна
- Черепахина, Светлана Николаевна
- Юманова, Юлия Юрьевна
- Белозерова, Инна Дмитриевна
- Травина, Валерия Яковлевна
- Мишкилеев, Дмитрий Евгеньевич
- Павлов, Антон Владимирович — Лауреат премии Правительства Санкт-Петербурга в области литературы, искусства и архитектуры
- Папаян, Артур Евгеньевич — Лауреат премии Правительства Санкт-Петербурга в области литературы, искусства и архитектуры
- Дунай, Владимир Николаевич
- Семенихин, Кирилл Валерьевич
- Алферов, Вадим Эдуардович
- Чушков, Иван Игоревич
- Травина, Валерия Яковлевна
- Черепахина, Светлана Николаевна

## Репертуар
- 1987 — «Кот в сапогах» по мотивам сказки Шарля Перро, инсценировка Татьяны Савенковой
- 1989 — «Заколдованные клёны» по произведению Евгения Шварца, инсценировка Татьяны Савенковой
- 1990 — «Дюймовочка» по мотивам сказки Х. К. Андерсена, пьеса Татьяны Савенковой
- 1990 — «Путешествие в страну сказочной радуги» по мотивам произведения Дональда Биссета
- 1991 — «Красная шапочка» по мотивам сказки Шарля Перро, инсценировка Татьяны Савенковой
- 1992 — «По щучьему велению» по мотивам русской сказки, пьеса Татьяны Савенковой
- 1993 — «Золушка» Е. Л.Шварц
- 1995 — «Кошкин дом» по пьесе Самуила Маршака, инсценировка Татьяны Савенковой
- 1995 — «Морозко» по мотивам русской сказки, инсценировка Татьяны Савенковой[8]
- 1996 — «Двенадцать месяцев» по пьесе Самуила Маршака, инсценировка Татьяны Савенковой
- 1996 — «Цветик-Семицветик», пьеса Татьяны Савенковой, автор произведения Валентин Катаев
- 1997 — «Приключения колобка» по мотивам русской сказки
- 1998 — «Приключения Чиполлино» по пьесе Татьяны Савенковой, по мотивам сказки Джанни Родари
- 1999 — «Сказка о царе Салтане…» сценическая композиция — пьеса Татьяны Савенковой по сказке А. С. Пушкина, автор стихов Владимир Иванович Бельский
- 2001 — «Хозяйка Медной горы» (Каменный цветок) автор сказки П. П. Бажова, пьеса Татьяны Савенковой
- 2001 — «Маугли» по произведению Редьярда Киплинга, инсценировка Татьяны Савенковой[9]
- 2002 — «Гуси-Лебеди и Баба-Яга» по мотивам русской сказки, пьеса Татьяны Савенковой
- 2002 — «Новогодние приключения Снеговика» новогоднее представление
- 2004 — «Малыш и Карлсон», инсценировка Татьяны Савенковой, перевод Лунгина, Лилианна Зиновьевна
- 2008 — «Снежная Королева» Е. Л. Шварц
- 2008 — «Про трёх веселых поросят» по пьесе Сергея Михалкова, инсценировка Татьяны Савенковой
- 2010 — «Приключения кота в сапогах» по мотивам Шарля Перро, пьеса Татьяны Савенковой
- 2011 — «Бременские музыканты» по мотивам сказки Братья Гримм, пьеса Татьяны Савенковой
- 2012 — «Золотой ключик, или Приключения Буратино» по мотивам сказки Толстой, Алексей Николаевич, пьеса Татьяны Савенковой
- 2013 — «Щелкунчик» Гофман по произведению Гофман, Эрнст Теодор Амадей, инсценировка Татьяны Савенковой
- 2013 — «Сказка о Василисе Прекрасной, или Царевна-лягушка» по мотивам русской сказки, инсценировка Татьяны Савенковой
- 2014 — «Приключения озорной девчонки, или Красная шапочка» по мотивам Шарля Перро, пьеса Татьяны Савенковой
- 2015 — «Аленький цветочек», по мотивам сказки Аксаков, Сергей Тимофеевич, пьеса Татьяны Савенковой
- "Карлсон вернулся, или день рождения Карлсона по мотивам произведений Астрид Линдгрен
- «Бабка Ёжка, с Новым годом» новогоднее представление
- 2016 — «Жар-Птица» по мотивам русской сказки, пьеса Татьяны Савенковой
- 2017 — «Как Иванушка Бабу-Ягу победил» по произведению Евгения Шварца, инсценировка Татьяны Савенковой
- 2017 — «Сказка про Емелины чудеса и царевну Несмеяну» по мотивам русской сказки, пьеса Татьяны Савенковой
- 2019 — «Чудо-чудное, диво-дивное» по мотивам русской сказки, пьеса Татьяны Савенковой
- 2019 — «День рождения кота Леопольда» по мотивам Хайт, Аркадий Иосифович, инсценировка Татьяны Савенковой
- 2019 — «Огниво» по мотивам Ганса Христиана Андерсена, сценическая композиция и постановка Татьяны Савенковой
- 2022 — «Сказка о Прекрасной царевне и семи богатырях» А. С. Пушкина, инсценировка Татьяны Савенковой

## Награды
- Почётный диплом Законодательного Собрания Санкт-Петербурга (10 сентября 2008 года) — за выдающийся вклад в развитие театрального искусства, большую и плодотворную работу по воспитанию подрастающего поколения[10].
- Почетная грамота Законодательного Собрания Санкт-Петербурга (2019 года) — награждается коллектив Санкт-Петербургского государственного бюджетного учреждения культуры «Санкт-Петербургский государственный детский драматический театр «На Неве» за значительный вклад в культурное развитие Санкт-Петербурга, воспитание подрастающего поколения, многолетнюю плодотворную деятельность и в связи с проведением Года театра в России[11].

## Театральные критики о  Театре «На Неве»
В статье журнала «Культура» 2008 года И. Алпатова писала:

«Театр „На Неве“ — конечно же, авторский. Он вообще, безусловно, имеет полноценный хозяйский пригляд, а этой хозяйкой является Татьяна Савенкова, за свое дело и радеющая, и болеющая, и другим спуску не дающая. Она выбирает сказки для репертуара. Она же сочиняет новые сценарии, пьесы и композиции, не прибегая к уже имеющимся вариантам. А это тоже труд и дар. „Гуси-Лебеди“ и „Колобок“ умещаются на 2—3 страничках печатного текста. На сцене же — полноценное двухчасовое зрелище с песнями, плясками и шутками — прибаутками скоморохов. В создании своей версии для Савенковой главное — все та же психология детского восприятия, которую она угадывает безошибочно. В оригинале своем сказки бывают порой жестоки. Здесь же никто никого не ест, Баба-Яга успешно перевоспитывается, а Волк становится всем добрым другом».
В интервью пресс-службе Театра «На Неве» для выпуска буклета, посвященному 25-му юбилейному сезону, кинорежиссёр, Заслуженный деятель искусств России Юрий Мамин сказал:

«Я давний друг Татьяны Аркадьевны и искренне восхищаюсь ею. Ведь создать театр — это мужское дело, не женское. А она смогла, этим и уникальна. Ее театру 25 лет, но он находится в превосходной форме, он живой, яркий».
В интервью пресс-службе Театра «На Неве» для выпуска буклета, посвященному 25-му юбилейному сезону, Народный артист России, художественный руководитель Санкт-Петербургского Молодёжного театра на ФонтанкеСемен Спивае сказал:

«Имея за плечами серьезную московскую театральную школу, Татьяна Савенкова, ... определенно, знает какой-то секрет мастерства — у нее всегда полные залы, дети любят ее Театр. А мне кажется, что это очень благородное дело — создавать спектакли для людей, которые только начинают жить. Я верю, что театр „На Неве“ еще долго будет процветать и приносить радость детям и их родителям».
Народная артистка России, актриса Санкт-Петербургского Театра имени Ленсовета Лариса Регинальдовна Луппиан в статье для буклета, посвященного 25-му юбилейному сезону, сообщила:

«Я очень люблю «Театр сказки на Неве». Я познакомилась с ним, когда у меня родилась первая внучка, а сейчас уже подросла вторая, с которой мы ходим на все спектакли. Этот театр мне нравится тем, что его спектакли — яркие, поучительные, добрые — это именно то, что ожидают увидеть дети, которые накануне прочитали с мамой хрестоматийную сказку. Здесь нет нарочитого осовременивания и вольных интерпретаций, чем часто грешат другие театры. Я бесконечно уважаю Татьяну Аркадьевну; и как мама, и как бабушка благодарна ей за то, что она создала такой замечательный театр.»

## Руководитель театра Татьяна Аркадьевна Николаева (Савенкова)
Татьяна Аркадьевна Са́венкова (при рождении Николаева; 28 июля 1953, Ленинград) — актриса, педагог, создатель и художественный руководитель-директор, режиссёр-постановщик, Заслуженный деятель искусств России. Она является автором пьес и идей сценографии, хореографии и музыкального оформления спектаклей Театра «На Неве».
Татьяна Аркадьевна Савенкова окончила ГИТИС (класс профессоров: Всеволод Порфирьевич Остальский и Владимир Наумович Левертов), где училась актерскому и режиссерскому искусству у известных педагогов.
В мае 2019 года в своей статье «Помните учителей своих…» в журнале «Театрал» Татьяна Николаева-Савенкова пишет:

«В начале биографии у каждого человека есть учителя. Кто-то уходит бесследно, но есть те, кого невозможно забыть, кто незримо присутствует во всех наших начинаниях. Таким учителем для меня был Владимир Наумович Левертов. Я была студенткой самого первого из шести его актерских курсов в ГИТИСе, набранного в 1970 году… С первом секунды появления Санкт-Петербургского театра „На Неве“ Владимир Наумович Левертов помогал мне, как художественному руководителю. Каждый год приезжал в Петербург, разбирал спектакли, давал бесценные советы — в профессии и просто человеческие, жизненные…».